# Erick Miranda
Erick Roberto Miranda Chonay (né le 17 décembre 1971 à Escuintla au Guatemala) est un joueur de football international guatémaltèque, qui évoluait au poste de défenseur.

## Biographie

### Carrière en sélection
Avec l'équipe du Guatemala, il joue un total de 69 matchs (pour 2 buts inscrits) entre 1994 et 2002. 
Il figure dans le groupe des sélectionnés lors des Gold Cup de 1991, de 1996, de 1998 et de 2000.
Il joue également 19 matchs comptant pour les tours préliminaires des coupes du monde 1998 et 2002.

## Palmarès
- Champion du Guatemala en 1997, 1998, 1999, 1999 (A), 2001 (C), 2002 (A), 2003 (C) avec le Deportivo Comunicaciones
- Finaliste de la Copa Interclubes UNCAF en 2003 avec le Deportivo Comunicaciones